# ولفرم ریسرچ
وُلفرِم ریسرچ (به انگلیسی: Wolfram Research) مؤسسه‌ای است بین‌المللی که هدف خود را توسعه محاسبات فنی بیان می‌کند. مهم‌ترین محصول این شرکت نرم‌افزار متمتیکا می‌باشد که برای محاسبات فنی بکار می‌رود. استفان ولفرم مؤسس و مدیر عامل این شرکت است که در توسعه نرم‌افزار متمتیکا همچنان نقش دارد.
مرکز این شرکت در ایلینوی و در مجاورت دانشگاه ایلینوی در اوربانا شامپاین قرار دارد.